# Orestes (Euripides)
Orestes (Oudgrieks Ὀρέστης) is een tragedie van de oud-Griekse tragediedichter Euripides. Het werd opgevoerd in 408 v.Chr. Het was Euripides' laatste stuk vóór zijn vertrek naar Macedonië.

## Inhoud

### Dramatis personae
- Elektra, zuster van Orestes
- Helena, vrouw van Menelaos
- Vrouwen uit Argos, koor
- Orestes, zoon van Agamemnon en Klytaimnestra
- Menelaos, koning van Sparta
- Tyndareos, vader van Helena en Klytaimnestra
- Pylades, boezemvriend van Orestes
- Bode
- Hermione, dochter van Menelaos en Helena
- Trojaan (slaaf van Helena)
- Apollon

### Synopsis
Een (door de Erinyen) moegetergde Orestes wacht, na de moord op zijn moeder Klytaimnestra, in Argos op het vonnis van de volksvergadering dat over zijn verdere lot moet beslissen. In het stuk vechten drie mensen (Orestes, zijn zus Elektra, en zijn boezemvriend Pylades), door liefde en trouw met elkaar verbonden, om hun behoud, tegen een hatelijke wereld waar geen plaats is voor liefde.

## Nederlandse vertalingen
- 1976 – Orestes – Hugo Claus (bewerking), uitg. De Bezige Bij, Amsterdam  ISBN 90 234 0536 6
- 1982 – Orestes – L.J. Elferink
- 1996 – Orestes – Willy Courteaux en Bart Claes
- 1997 – Orestes – Gerard Koolschijn (herzien 2003)